# Renato Hasche Sánchez
Renato Hasche Sánchez SJ (* 31. Oktober 1927 in Santiago de Chile; † 24. April 2003 in San Antonio) war ein chilenischer Ordensgeistlicher und römisch-katholischer Bischof von Arica.

## Leben
Renato Hasche Sánchez trat am 1. Februar 1947 der Ordensgemeinschaft der Jesuiten bei und empfing am 19. Juni 1960 in Woodstock im Baltimore County das Sakrament der Priesterweihe.
Nach seiner Priesterweihe und weiterführenden Studien war er unter anderem Professor an der Päpstlichen Katholischen Universität von Chile sowie an der Polizeischule und dem Priesterseminar von Santiago de Chile. In Antofagasta leitete er das Jesuitenkolleg San Luis und die theologische Abteilung der Katholischen Universität Nordchile.
Am 15. Mai 1993 ernannte ihn Papst Johannes Paul II. zum Bischof von Arica. Der Erzbischof von Santiago de Chile, Carlos Oviedo Cavada OdeM, spendete ihm am 29. Juni desselben Jahres die Bischofsweihe; Mitkonsekratoren waren der emeritierte Bischof von Arica, Ramón Salas Valdés SJ, und der Erzbischof von Antofagasta, Patricio Infante Alfonso.
Hasche Sánchez nahm im April 2003 an der 85. Vollversammlung der chilenischen Bischofskonferenz in Punta de Tralca teil. Während der Tagung erlitt er einen Herzinfarkt und wurde in ein Krankenhaus in San Antonio eingeliefert, wo er wenige Stunden später starb.